# Frøken Julie genbesøgt
Frøken Julie genbesøgt er en dansk kortfilm fra 2008, der er instrueret af Aage Rais-Nordentoft efter manuskript af ham selv, Emma Swenninger og Peter Gantzler.

## Handling
To skuespillere, en mand og en kvinde, mødes på hendes hotelværelse for at arbejde med August Strindbergs Frøken Julie. Efterhånden som dag bliver til nat, bliver det sværere og sværere for de to at skelne mellem sig selv og rollen, mellem fiktion og virkelighed.

## Medvirkende
- Emma Swenninger - Julie/Emma
- Peter Gantzler - Jean/Peter